# Abou Ishak al-Housri
Abou Ishak al-Housri (arabe : أبو إسحاق الحصري), de son vrai nom Abou Ishak Ibrahim Ibn Ali Ibn Tamim, né en 973 à Kairouan et mort en 1022 dans la même ville, est un poète tunisien.

## Biographie
Né à Kairouan, il compose des poèmes sur sa ville natale. Surnommé al-Housri, c'est-à-dire fabricant ou vendeur de tapis (husur), il est le cousin par sa mère du poète Abou al-Hassan al-Housri.
Il laisse trois anthologies de poèmes (diwan) :
- Zahr al-Adab (Fleurs de la littérature), en trois volumes[2], imprimé à Boulaq sur les marges de l'Iqd al-Farid (Le Collier unique) du poète Ibn Abd Rabbih ;
- Kitab al-massoun (Livre bien gardé), en un volume[2] ;
- Nour et-tarf (Lumière du regard).

Selon Ibn Khallikân, qui lui consacre une notice dans son Wafayat al-ayan (Dictionnaire biographique), il meurt en 1022 (soit 413 dans le calendrier musulman) à Kairouan. Ibn Bassam écrit, lui, dans sa Dhakhira (Trésor), qu'al-Housri meurt en 1061 (soit 453 dans le calendrier musulman), ce qu'Ibn Khallikân conteste, même s'il reconnaît que cette date est cohérente avec le fait que le cadi Rachid Ibn Zobair mentionne qu'al-Housri a écrit Zahr al-Adab en 1058 ou 1059 (soit 450 dans le calendrier musulman).
Il est décrit comme étant un « poète du renouveau » par Mohamed Nadir Sebaa dans Rumuz et calame (2009).